# Krechiatik (métro de Kiev)
Krechiatik (ukrainien : Хрещатик) est une station de la ligne Svyatochins'ko-Brovars'ka (M1) du métro de Kiev. Elle est située dans le raïon de Chevtchenko de la ville de Kiev en Ukraine.
Mise en service en 1960, elle est desservie par les rames de la ligne M1. Elle est en correspondance avec la gare de Kiev-Passajyrsky. Le service est arrêté ou perturbé depuis l'invasion de l'Ukraine par la Russie en 2022.

## Situation sur le réseau
Établie en souterrain, la station Krechiatik, est une station de passage de la Ligne Svyatochins'ko-Brovars'ka (M1) du métro de Kiev. Elle est située entre la station Teatralna, en direction du terminus ouest Akademmistetchko, et la station Arsenalna, en direction du terminus est, Lisova.
Elle dispose d'un quai central encadré par les deux voies de la ligne.

## Histoire
La station Krechiatik est mise en service le 6 novembre 1960. La station est due aux architectes N. Alyoshkin, A. Krushinsky, T. Tselikovskaya et à l'artiste A. Kushch.

## Services aux voyageurs

### Desserte
Krechiatik est desservie par les rames de la ligne M1.

Installations
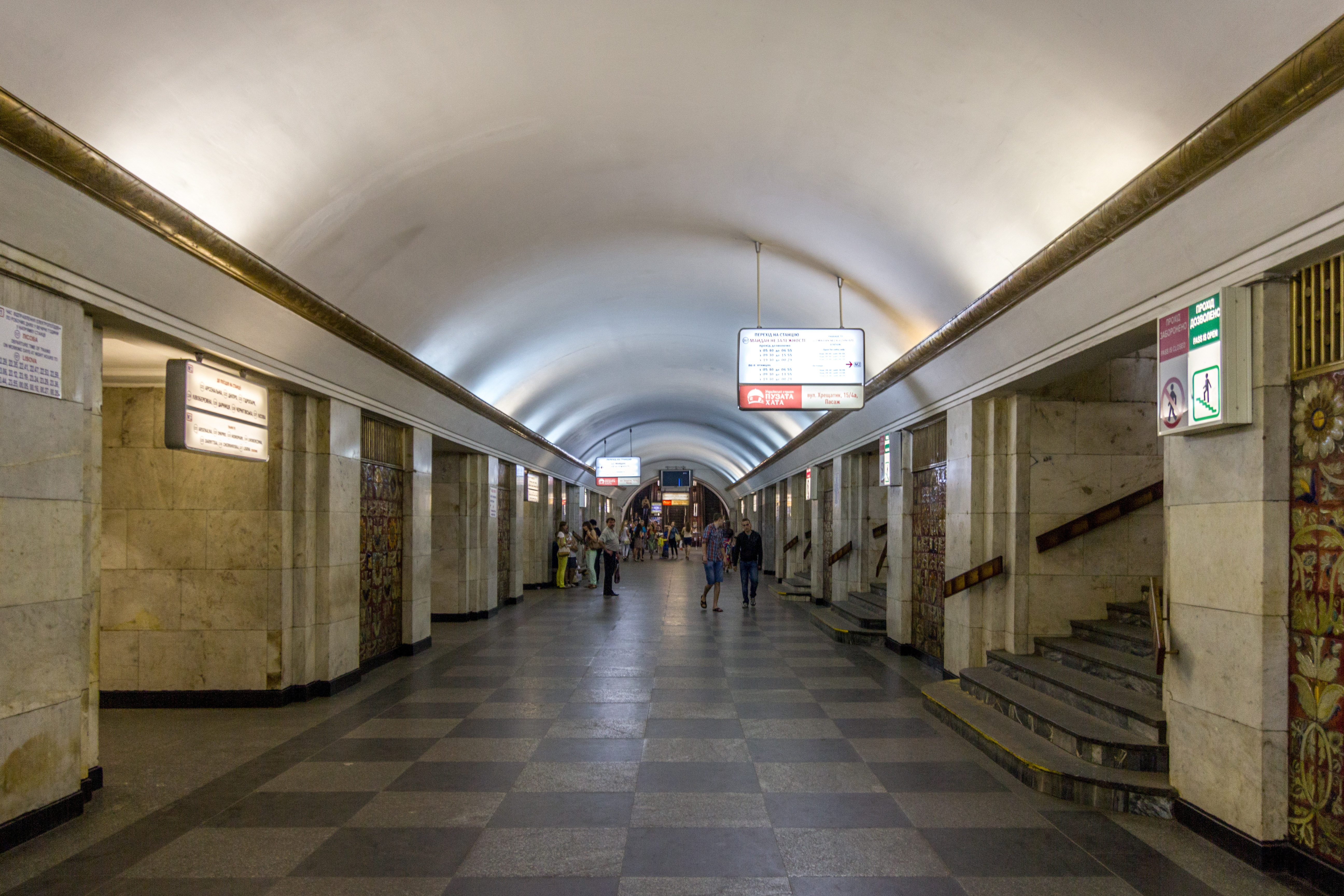
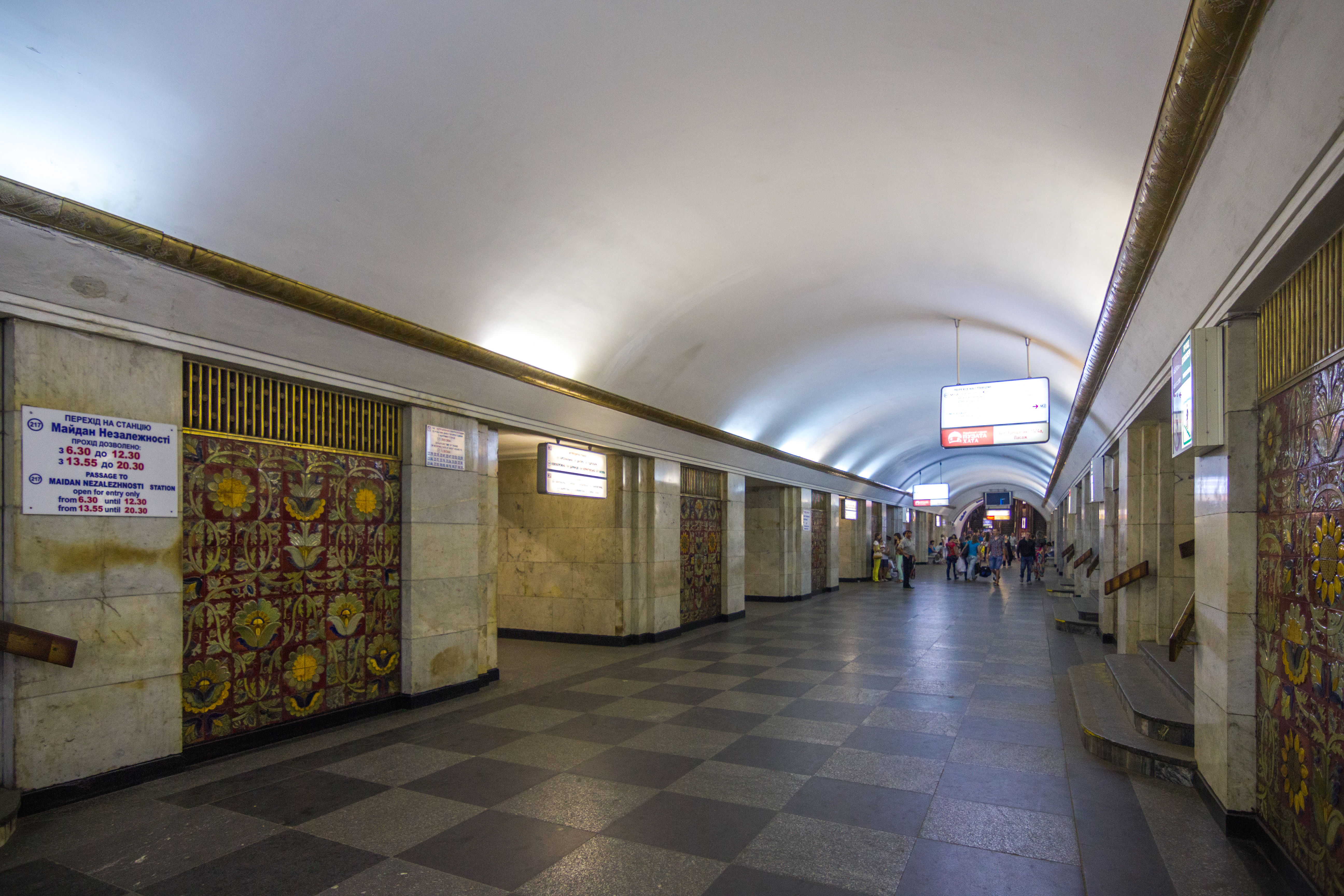
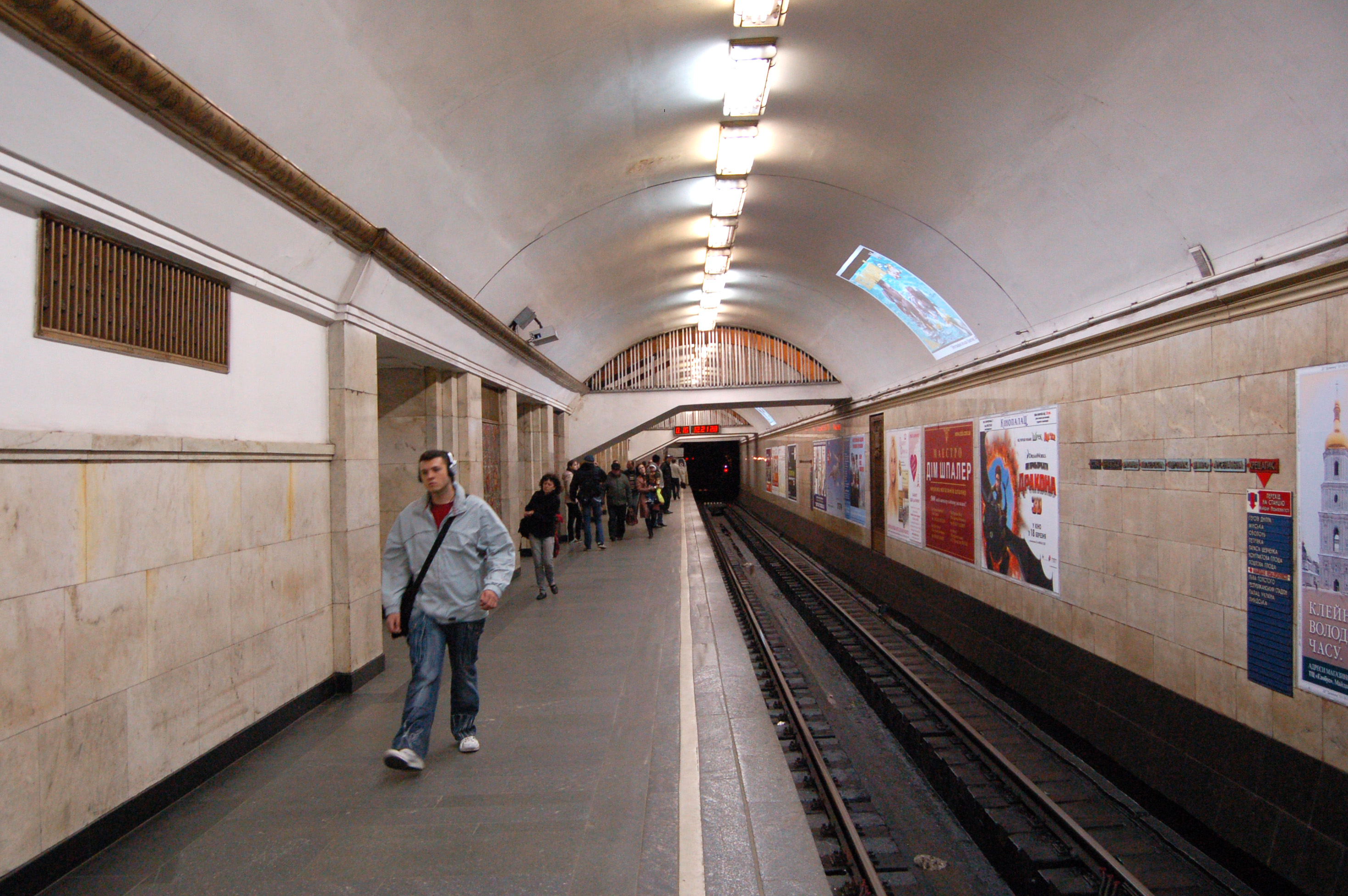